# Ihor
Ihor je mužské křestní jméno slovanského původu.

## Známí nositelé jména
- Ihor Belanov
- Ihor Hončar
- Ihor Jakubovskyj
- Ihor Jurčenko
- Ihor Pavljuk
- Ihor Plastun
- Ihor Pylaťjuk
- Ihor Vozniak